# Гальберштадт, Альбрехт фон

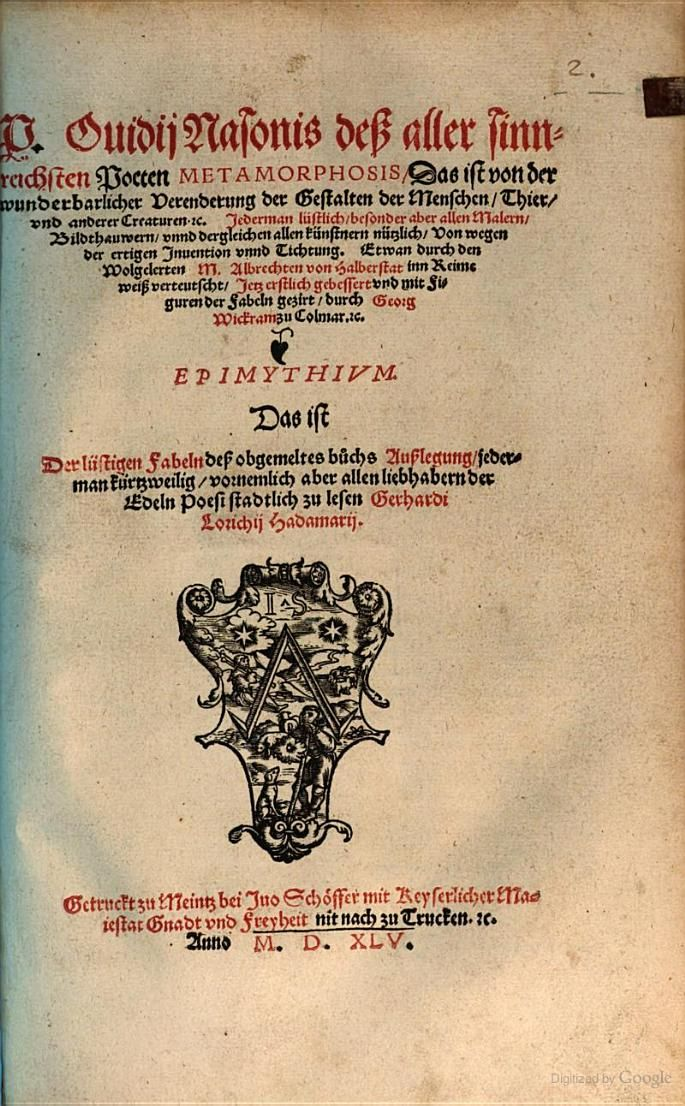
«Метаморфозы» Овидия в переводе Альбрехта фон Гальберштадта. 1545 г.

Альбрехт фон Гальберштадт (нем. Albrecht von Halberstadt) — средневерхненемецкий поэт, переводчик XIII века.

## Биография
Точные даты рождения и смерти — неизвестны. Предположительно, родился до 1200 года. Служил схоластиком при пробстве Иехабурге (ныне Зондерсхаузен, район Кифхойзер, Тюрингия).
В 1210 году по инициативе ландграфа Тюрингии Германа I перевёл в стихах «Метаморфозы (Овидий)» Овидия.
Обширная работа А. фон Гальберштадта (более 20 тыс. стихов) не была воспринята современниками, поэтому уцелели лишь некоторые отрывки, всего пять фрагментов (668 строф) в Ольденбургской рукописи второй половины XIII века, которые были обнаружены в Ольденбурге и напечатаны в журнале Гаупта «Zeitschrift für deutsches Altertum» (т. 11, Берлин, 1856) и в журнале Пфейфера «Germania» (т. 10, Вена, 1865).
Все его произведения сохранились в переделанном виде, автором которых был живший в XVI веке Йёрг Викрам. Перевод «Метаморфоз» А. фон Гальберштадта впервые был напечатан в 1545 году в Майнце.
После того, как ещё Рудольф Гаупт перевёл пролог Альбрехта фон Гальберштадта на средневерхненемецкое наречие по переделке Викрама, а Яков Гримм пытался критически восстановить некоторые места по тексту последнего, Карл Барч сделал попытку восстановить стихотворение в большем размере («Albrecht von Halberstadt und Ovid im Mittelalter», Кведлинбург, 1861) и перевёл его на средневерхненемецкое наречие первой половины XIII столетия.